# إيرفاين فرنسيس
إيرفاين فرنسيس هو منافس ألعاب قوى كندي، ولد في 1902، وتوفي في 1949.

## وصلات خارجية
- إيرفاين فرنسيس على موقع أوليمبيديا (الإنجليزية)